# Городской центр культуры (Абакан)
Муниципальное бюджетное учреждение культуры «Городской центр культуры „Победа“» — старейшее учреждение культуры в Республике Хакасия, первый кинотеатр в Абакане.

## История
Проект первого в Абакане кинотеатра разработан в 1939 году архитектором В. Калмыковым. Первая очередь построена в военные годы, в декабре 1944 года просмотровый зал кинотеатра был принят в эксплуатацию.
Строительство второй очереди ускорилось благодаря приезду в 1950 году в Абакан знаменитого кинорежиссера Ивана Пырьева. Он избирался в депутаты Совета национальностей от Хакасской автономной области, демонстрировал в «Победе» свои фильмы, состоялась премьера его фильма «Кубанские казаки». В 1951 году кинотеатр был достроен. На балконе здания была установлена скульптурная группа из трех фигур.
Постепенно «Победа» из кинотеатра превратилась в настоящий культурно-досуговый центр. В фойе кинотеатра оборудовали эстраду, выступали артисты. Здесь часто проводились встречи с известными актерами. В 1980-е годы выступали К. Лавров, Л. Хитяева, М. Глузский, Н. Бурляев, И. Старыгин, Л. Дуров и другие.
11 марта 1996 года кинотеатр реорганизован в городской центр культуры «Победа». Здесь проводят мастер-классы, творческие вечера, концерты коллективов народного творчества. Специалисты центра культуры участвуют в организации различных мероприятий.
Здание «Победы» ярко выделяется в архитектуре города, построено в стиле «советский ампир». Не только внешний облик, но и внутренне убранство привлекает внимание как горожан, так и гостей города. Это своего рода «визитная карточка» Абакана.